# ウェストブルック (メイン州)
ウェストブルック（英: Westbrook）は、アメリカ合衆国メイン州のカンバーランド郡にある都市。人口は2万0400人（2020年）。ポートランドの郊外にあり、ポートランド都市圏に属している。

## 歴史
ウェストブルックとなった所は当初プレサンプスコット川のサカラッパ滝にちなんでサカラッパと呼ばれており、1814年2月14日まではファルマス（現在はポートランド）の一部だった。その時にストラウドウォーターとして分離し法人化された。それから間もなくトマス・ウェストブルック大佐に因んでウェストブルックと改名された。ウェストブルックはラル神父戦争の時の指揮官であり、初期開拓者で製粉所の運営者であり国王の代理人だった。1871年、サカラッパが現在のウェストブルックとディアリング町の2つの自治体に分かれ、ディアリングは後の1898年にポートランド市に併合された。1891年、ウェストブルックは市として法人化された。
サカラッパ滝とコンジン滝が市内にある初期の向上に水力を提供していた。1829年、サカラッパ滝の所に製材所が建設され、木材で知られる町になった。その後に続いた製品としては、穀物袋、機械と水車、4輪馬車、ハーネス、長靴、短靴、モカシン、錫食器、皮ボード、レンガ、木箱、箱用部品、食料と小麦粉があった。ポートランド製造会社がサカラッパ滝の所に綿繊維工場を建設し、「敷布、縞模様生地、ダック生地」を作った。アモンコンジンと呼ばれるインディアンの農耕地だった所のカンバーランドミルズでは製紙工場が建設された。1859年までに年間1,000トンの紙を生産していた。1867年、工場の名称はS・D・ウォーレン・ペーパーミルに変えられた。
1832年、オックスフォード・アンド・カンバーランド運河が開通し、ポートランドからウェストブルックとセバゴ湖を経由してハリソンまで結んだ。1871年までは商品の主要な輸送路だったが、ポートランド・アンド・オグデンズバーグ鉄道にその役割を譲った。この運河の名残が、メイン・・ターンパイク高架道に近いストラウドウォーター通りに沿ったビーバー池や、ウェストブルック高校とオックスフォード・アンド・カンバーランド運河小学校の間の森の中などで現在も見られる。

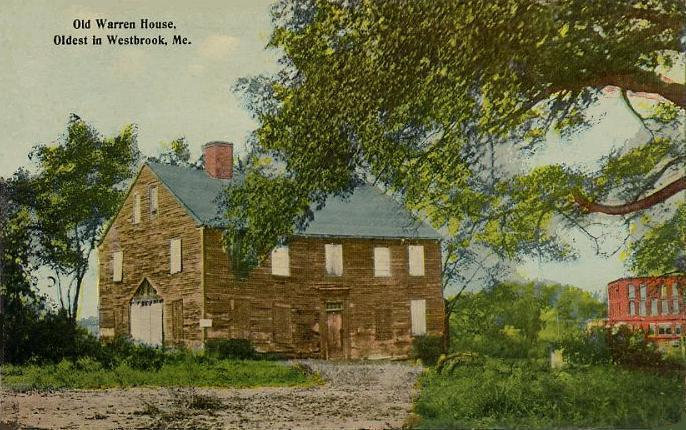
オールド・ウォーレン邸、1912年頃
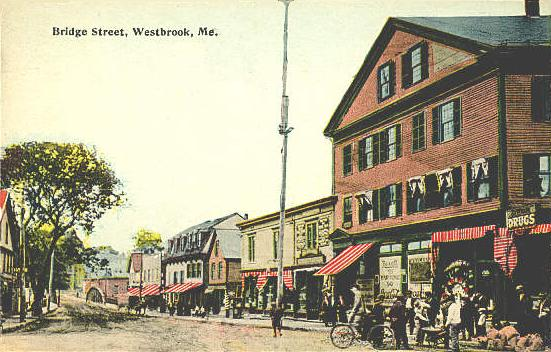
ブリッジ通り、1912年頃
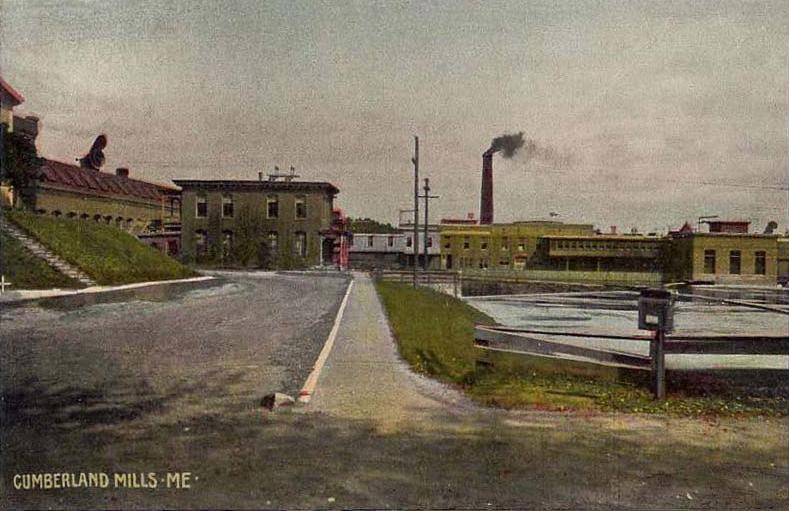
カンバーランドミルズ、1907年頃

## 地理
ウェストブルック市は北緯43度41分7秒 西経70度21分26秒 / 北緯43.68528度 西経70.35722度 (43.685348, −70.357116)に位置している。
アメリカ合衆国国勢調査局に拠れば、市域全面積は17.33平方マイル (44.88 km2)であり、このうち陸地17.12平方マイル (44.34 km2)、水域は0.21平方マイル (0.54 km2)で水域率は1.20%である。

### 水域
市内を2つの川が流れている。プレサンプスコット川が市内中央を流れ、サカラッパ滝とコンジン滝という2つの著名な滝がある。ストラウドウォーター川は市の南西部を流れている。ハイランド湖の一部が市域に入っている。

### 道路と境界
市内を州間高速道路95号線、アメリカ国道302号線、メイン州道22号線、25号線が通っている。州道25号線には産業道路もある。ウェストブルックの東はポートランド市、南はサウスポートランド市とスカボロー町、西はゴーラム町とウィンダム町、北はファルマス町と接している。

#### 地方道
町内には小さな道路が通っている。
- カンバーランド通り
- ブリッジ通り
- イーストブリッジ通り
- ニューゴーラム道路
- メソジスト道路
- マスト道路

## 人口動態

### 2010年国勢調査
以下は2010年の国勢調査による人口統計データである。
| 基礎データ - 人口: 17,494 人 - 世帯数: 7,568 世帯 - 家族数: 4,456 家族 - 人口密度: 394.5人/km2（1,021.8 人/mi2） - 住居数: 7,989 軒 - 住居密度: 180.2軒/km2（466.6 軒/mi2） 人種別人口構成 - 白人: 92.3% - アフリカン・アメリカン: 2.3% - ネイティブ・アメリカン: 0.2% - アジア人: 1.9% - 太平洋諸島系: 0.1% - その他の人種: 0.6% - 混血: 2.5% - ヒスパニック・ラテン系: 1.9% | 年齢別人口構成 - 18歳未満: 20.9% - 18-24歳: 8.2% - 25-44歳: 29.1% - 45-64歳: 26.5% - 65歳以上: 15.2% - 年齢の中央値: 39歳 - 性比（女性100人あたり男性の人口） - 総人口: 91.2 世帯と家族（対世帯数） - 18歳未満の子供がいる: 28.3% - 結婚・同居している夫婦: 41.2% - 未婚・離婚・死別女性が世帯主: 13.1% - 非家族世帯: 41.1% - 単身世帯: 30.4% - 65歳以上の老人1人暮らし: 12.2% - 平均構成人数 - 世帯: 2.30人 - 家族: 2.87人 |

### 2000年国勢調査
以下は2000年の国勢調査による人口統計データである。
| 基礎データ - 人口: 16,142 人 - 世帯数: 6,863 世帯 - 家族数: 4,261 家族 - 人口密度: 369.4人/km2（956.9 人/mi2） - 住居数: 7,089 軒 - 住居密度: 162.2軒/km2（420.3 軒/mi2） 人種別人口構成 - 白人: 96.69% - アフリカン・アメリカン: 0.88% - ネイティブ・アメリカン: 027% - アジア人: 0.82% - 太平洋諸島系: 0.03% - その他の人種: 0.28% - 混血: 1.03% - ヒスパニック・ラテン系: 0.89% | 年齢別人口構成 - 18歳未満: 23.4% - 18-24歳: 7.3% - 25-44歳: 31.0% - 45-64歳: 22.7% - 65歳以上: 15.5% - 年齢の中央値: 38歳 - 性比（女性100人あたり男性の人口） - 総人口: 89.1 - 18歳以上: 82.8 世帯と家族（対世帯数） - 18歳未満の子供がいる: 29.4% - 結婚・同居している夫婦: 46.3% - 未婚・離婚・死別女性が世帯主: 12.6% - 非家族世帯: 37.9% - 単身世帯: 30.4% - 65歳以上の老人1人暮らし: 13.0% - 平均構成人数 - 世帯: 2.33人 - 家族: 2.90人 | 収入と家計 - 収入の中央値 - 世帯: 37,873米ドル - 家族: 47,120米ドル - 性別 - 男性: 32,412米ドル - 女性: 25,769米ドル - 人口1人あたり収入: 19,501米ドル - 貧困線以下 - 対人口: 8.3% - 対家族数: 6.7% - 18歳未満: 13.7% - 65歳以上: 5.7% |

## 経済
ウェストブルックは大都市ポートランドの郊外として、独自に事業基盤が成長し、中核となる注鎮咳地区が発展している。多国籍企業のIDEXXラボラトリーズINC.が市内に本社を構えている。中心街に加えて市内企業の多くがウェストブルック産業団地とファイブスター産業団地という2つの産業団地にあり、またメイン・ターンパイク出口48の周辺地域にもある。
市内にはサッピ・リミテッドのウェストブルック製紙工場と研究開発センターがある。工場は元のS・D・ウォーレン・ペーパーミルであり、かつては3,000人以上を雇用し、市税の50%以上を収める市内最大級の雇用主かつ納税者だった。しかし、外国との競争や設備の老朽化により、その従業員数と生産高を劇的に減らした。今日、この工場は市場のニッチに特化し、剥離紙では国内最大級の生産者になっており、従業員は約300人である。その後カルパイン・ウェストブルック・エナジー・センターがこの製紙工場を凌いで市内最大の納税者になった。セバゴ・モックの靴工場もある。
信仰に基づくポートランド慈善病院が、小さな地域病院であるマーシー・ウェストブルックを運営している。ここには小さな緊急処置室1室と入院患者治療設備がある。スプリングハーバー病院はメイン州南部で唯一の民営精神科治療と回復のセンターであり、ウェストブルック市内にある。

## 教育
- ウェストブルック市教育部
- ウェストブルック高校

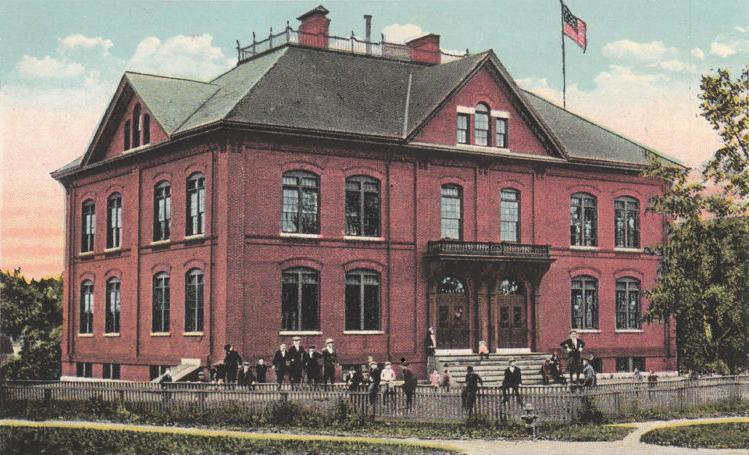
オールド・ブリッジ・ストリート学校、1920年頃

- ウェストブルック中学校、5年生から8年生（元はフレッド・C・ウェスコット・ジュニア高校）
- コンジン小学校、幼稚園から4年生
- キャナルスクール小学校、幼稚園から4年生
- プライズコーナー小学校、2012年6月閉校
- サカラッパ小学校、幼稚園から4年生

## 教会
カトリック
- セントアンソニー・オブ・パデュア（セントヒアシンス）
- セントメアリーズ
- セントエドマンズ

エバンゲリカルフリー
- 第一エバンゲリカルフリー教会

ルーテル派
- トリニティ・ルーテル教会

メソジスト・ユナイテッド
- ウェストブルック・ユナイテッド・メソジスト

非会派
- ニューライフ・フェローシップ

非表示
- コブナント・ファミリー・フェローシップ

ペンテコスタル
- ビニヤード・クリスチャン・フェローシップ

ユナイテッド・チャーチ・オブ・クライスト
- ウェストブルック・ウォーレン会衆派教会

## 市政府と選挙
ウェストブルック市は市政委員会が統治しており、小選挙区から選ばれる5人と、市全体から選ばれる2人の合計7人で構成されている。
有権者登録数
| 民主党         | 4,516  | 37.93% |
| 無党派         | 4,106  | 34.48% |
| 共和党         | 2,754  | 23.13% |
| グリーン独立党 | 525    | 4.40%  |
| 合計           | 11,905 | 100%   |

## 図書館
- ウォーカー記念図書館
- ウォーレン記念図書館（2009年閉館）

## 地区
隣接するポートランド市やサウスポートランド市と同様に、ウェストブルックには住民が認識する地区があるが、法的なあるいは政治的な用途ではない。しかしポートランド市とは異なり、これら地区を示す表示は無い。
- バードランド
- カンバーランドミルズ
- ディアヒル
- フレンチタウン
- ザ・ハムレット
- プライズコーナー
- オールドミルブルック
- ウェストブルックポイント
- ウッドランド
- コロニアルビレッジ
- ハイランドレイク

## レクリエーション
ウェストブルック高校などの学校にあるスポーツ複合施設に加えて、市内には下記のような公共のレクリエーション地域や施設がある。
- 二百年公園とスケート公園
- リバーバンク公園
- ウェストブルック・リバーウォーク – 中心街のプレサンプスコット川沿い
- コーネリア・ウォーレン記念トレイル – プレサンプスコット川沿いのアッシュ通りとカンバーランド通りの間
- ウェストブルック・リバートレイル – プレサンプスコット川沿いのサッピ製紙工場の北と東
- ロッキーヒル – ウェスコット・コミュニティセンター後ろのトレイルのネットワーク
- ウォーレン・リトルリーグ・コンプレックス
- リンカーン通りスケートリンク – 冬はアイスホッケー、温かい時はローラーホッケーに使われる
- イーストブリッジ通りスケートリンク – 冬季のみ
- ストラウドウォーター 通りスケートリンク – 冬季のみ
- イーストブリッジ通り野球場
- ウォーレン・リーグ・グラウンド
- ウォーレン・プール – 屋外公衆プール、夏季のみ
- ダバン・プールl – 屋内プール、年間利用

ウェストブルックでは、2002年メイン州リトルリーグ選手権大会、2005年シニア・ベーブ・ルース州選手権大会、2005年12歳リトルリーグ・ニューイングランド地域選手権大会、2006年13歳ベーブ・ルース・ニューイングランド選手権大会で優勝してきた。2008年15歳ベーブ・ルース・ワールド・チャンピオンシップは準優勝だった。

## 見どころ
- アコーン・プロダクションズ芸能センター
- ウェストブルック歴史協会 & 博物館

## 著名な出身者

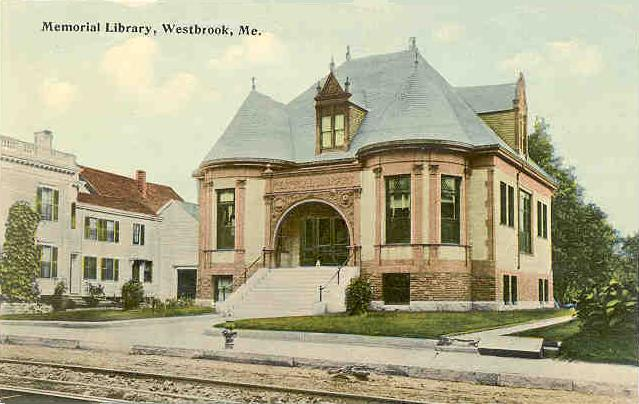
ウォーカー記念図書館、1912年頃、フレデリック・オーガスタス・トンプソン（1857年-1906年）が設計

- スコット・ガーランド、プロレスラー、スコッティ・2・ホッティ（Scotty 2 Hotty）のリングネームで知られる
- ジョージ・ゴア、1880年代に活躍したメジャーリーグベースボール選手、シカゴ・ホワイトストッキングス、ニューヨーク・ジャイアンツ、セントルイル・ブラウンズ
- アビー・テバニアン、ソフトウェア技術者、アップルの上級執行役員
- ルディ・ヴァリー、音楽家、バンドリーダー、俳優、エンタテナー